# 1 João 1
1 João 1 é o primeiro capítulo da Primeira Epístola de João, de autoria do Apóstolo João, que faz parte do Novo Testamento da Bíblia.

## Estrutura
I. Deus é vida e luz
1. Manifestadas em Cristo, v. 1,2
2. Propósito da carta, v. 3,4
3. Condições para a comunhão divina
a) Caminhar na luz, v. 5-7
b) Confessar os pecados, v. 8-10